# Фенни (река)
Фенни (бенг. ফেনী নদী) — река в Южной Азии.
Река начинается в округе Южная Трипура индийского штата Трипура, протекает через город Сабрум, протекает по границе Индии и Бангладеш, после чего через 80 км впадает в Бенгальский залив. В районе устья в неё впадает река Мухари.
По реке возможно круглогодичное судоходство на лодках от устья до Рамгарха.
С 1958 года Фенни служила предметом спора между Пакистаном (позднее — Бангладеш) и Индией: пакистанские власти обвиняли Индию в том, что Индия забирает из реки воду для ирригации, что приводит к проблемам на другой стороне границы. Проблема была решена в сентябре 2006 года, когда между Министерствами водных ресурсов Индии и Бангладеш было подписано соглашение о создании совместной комиссии для инспекции состояния реки.
В декабре 2010 года началось строительство 150-метрового моста через Фенни, который должен соединить Сабрум и Рамгарх.